# Araneus sinistrellus
Araneus sinistrellus là một loài nhện trong họ Araneidae.
Loài này thuộc chi Araneus. Araneus sinistrellus được Carl Friedrich Roewer miêu tả năm 1942.